# Idaea perochrearia
Idaea perochrearia là một loài bướm đêm trong họ Geometridae.